# Arnhem
Arnhem é uma cidade e município na parte oriental dos Países Baixos, é a capital da província da Guéldria, e está situada perto do Baixo Reno. Em setembro de 1944, a Batalha de Arnhem ocorreu em suas imediações.
Sua população era de 159.265 habitantes em 2019, o que a torna a segunda maior da província, após Nimegue.

## Geografia

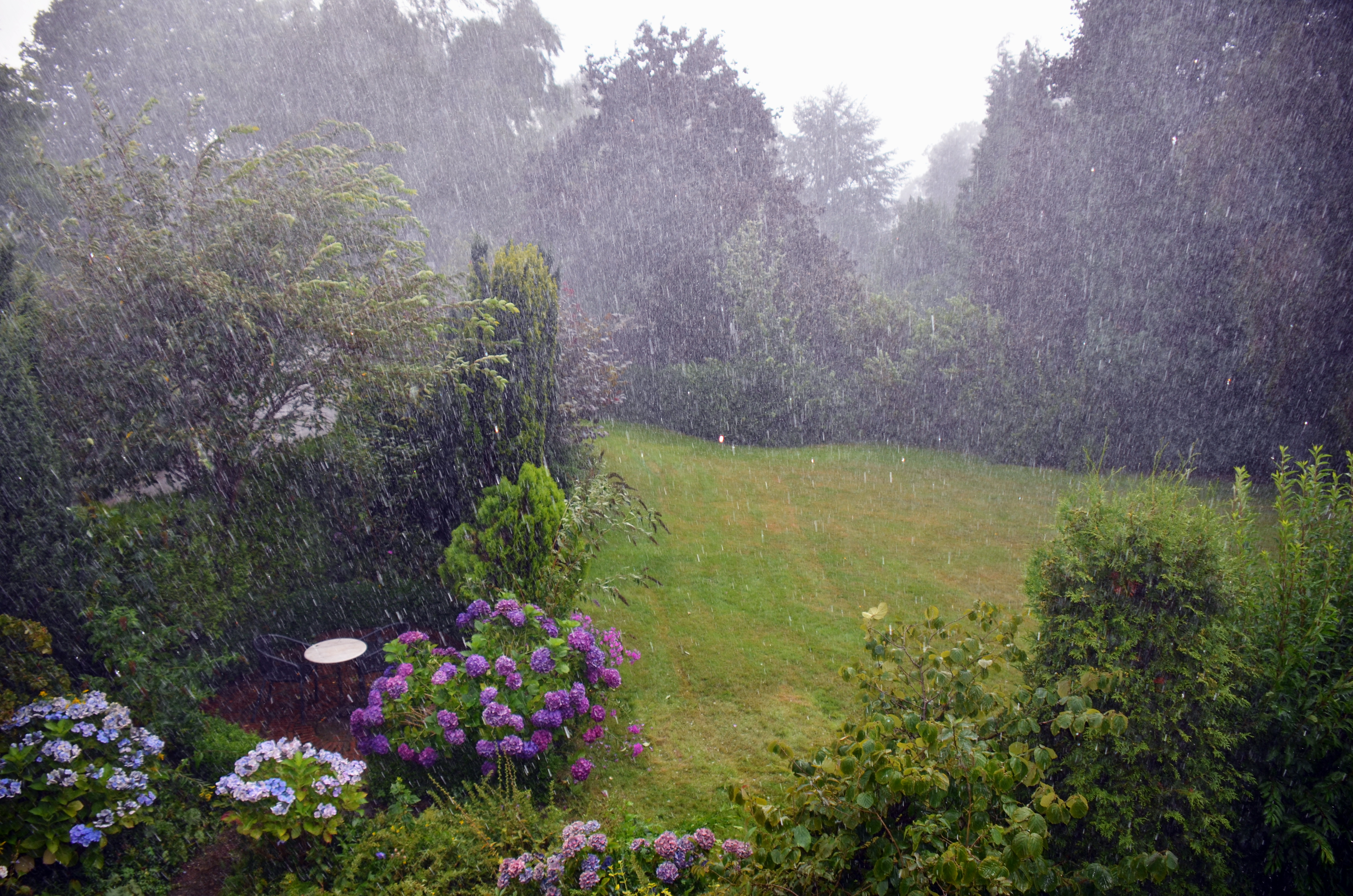
Chuva forte em 28 de julho de 2014

### Clima
O clima de Arnhem é oceânico temperado (Cfb), com temperatura média anual de 10,5°C e 842mm de precipitação. Na cidade, os verões são moderados e parcialmente nublados e os invernos são frios, nublados e ventosos. Durante o ano a temperatura varia entre 0°C e 23°C, raramente chegando abaixo de -7°C ou acima de 29°C. O mês com a maior média máxima de temperatura é julho (22,6°C) e o com a menor é janeiro (4,3°C). O mês com a maior média mínima é agosto (13,8°C) e os com as menores são janeiro e fevereiro (0,8°C). A temporada quente dura 3,3 meses, de 2 de junho a 10 de setembro, quando há uma temperatura máxima média acima de 19°C. A temporada fria dura 3,7 meses, de 19 de novembro a 19 de março, quando há uma temperatura máxima média abaixo de 9°C.
Devido à localização central, mais chuva cai na cidade que em outras áreas dos Países Baixos, em média. O mês com menos precipitação é abril (51mm), e o com mais é julho (83mm). Os meses com mais dias de chuva são novembro de dezembro (22), e o mês com menos dias é fevereiro (14). Em 28 de julho de 2014, entre 80mm e 130mm precipitaram em 2 horas, causando incoveniência e danos. A quantidade de geada e neve é limitada, devido ao clima oceânico. Geadas fortes são raras. Há maiores chances de geadas e neve nos meses de janeiro e fevereiro.

#### Mudança climática
O conselho municipal da cidade, no dia 29 de julho de 2020, detalhou um plano de 10 anos contra a mudança climática na cidade. O plano inclui substituir 10% do asfalto da cidade por áreas verdes e ter 90% da água da chuva absorvida pelo solo. Além disso, árvores serão plantadas ao lado de ruas, para criar sombra, e pequenos lagos serão feitos. Arnhem também disponibilizou €450 mil em subsídios para a pessoa ou negócio que tivesse uma ideia de como fazer a cidade ficar mais resistente contra o calor, inundação extrema ou seca nos próximos três anos.

### Demografia
De acordo com o Instituto Central de Estatística holandês, a população de Arnhem em 1 de dezembro de 2019 era de 159.265 habitantes, constituindo uma densidade demográfica de 1.628 habitantes por km². Dessa população, 79.573 eram do sexo masculino e 79.692 do feminino. Em 2020, aproximadamente 30.340 (18,8%) pessoas estavam na faixa etária entre 0-17 anos, 106.215 (65,8%) entre 18-64 e 24.793 (15,4%) de 65 anos acima. A taxa de natalidade era de 9,9 nascimentos por mil habitantes, e a de mortalidade 8,8 mortes por mil habitantes. No ano de 2019, 14.360 mudaram-se para a cidade e 12.552 saíram da cidade, constituindo uma taxa de migração positiva.

## Personalidades
- Hendrik Lorentz Prémio Nobel de Física de 1902;